# Kigarama (Kicukiro)
Kigarama (Kinyarwanda Umurenge wa Kigarama) ist einer von 10 Sektoren des Distrikts Kicukiro in Kigali, Ruanda.

## Geographie
Der Sektor hat eine Fläche von 8,4 km² und liegt auf einer Höhe von etwa 1580 m. Nachbarsektoren sind im Nordosten Gikondo, im Südosten Gatenga, im Süden Mageragere, im Westen Nyamirambo und im Nordwesten Nyarugenge. Der Sektor unterteilt sich in die fünf Zellen Bwerankori, Karugira, Kigarama, Nyarurama und Rwampara.

## Bevölkerung
Nach Stand der Volkszählung von 2022 liegt die Einwohnerzahl bei 63.153. Zehn Jahre zuvor waren es 43.907, was einem jährlichen Bevölkerungszuwachs von 3,7 Prozent zwischen 2012 und 2022 entspricht.